# بریتیش ریل کلاس ۳۹۵
بریتیش ریل کلاس ۳۹۵ (انگلیسی: British Rail Class 395) یک قطار خودگرانشی الکتریکی ساخت هیتاچی ژاپن است.
این قطار که از سال ۲۰۰۷ تولید می‌شود دارای ۱۲۱٫۳ متر طول و ۲٫۸۱ متر عرض است.

## نگارخانه

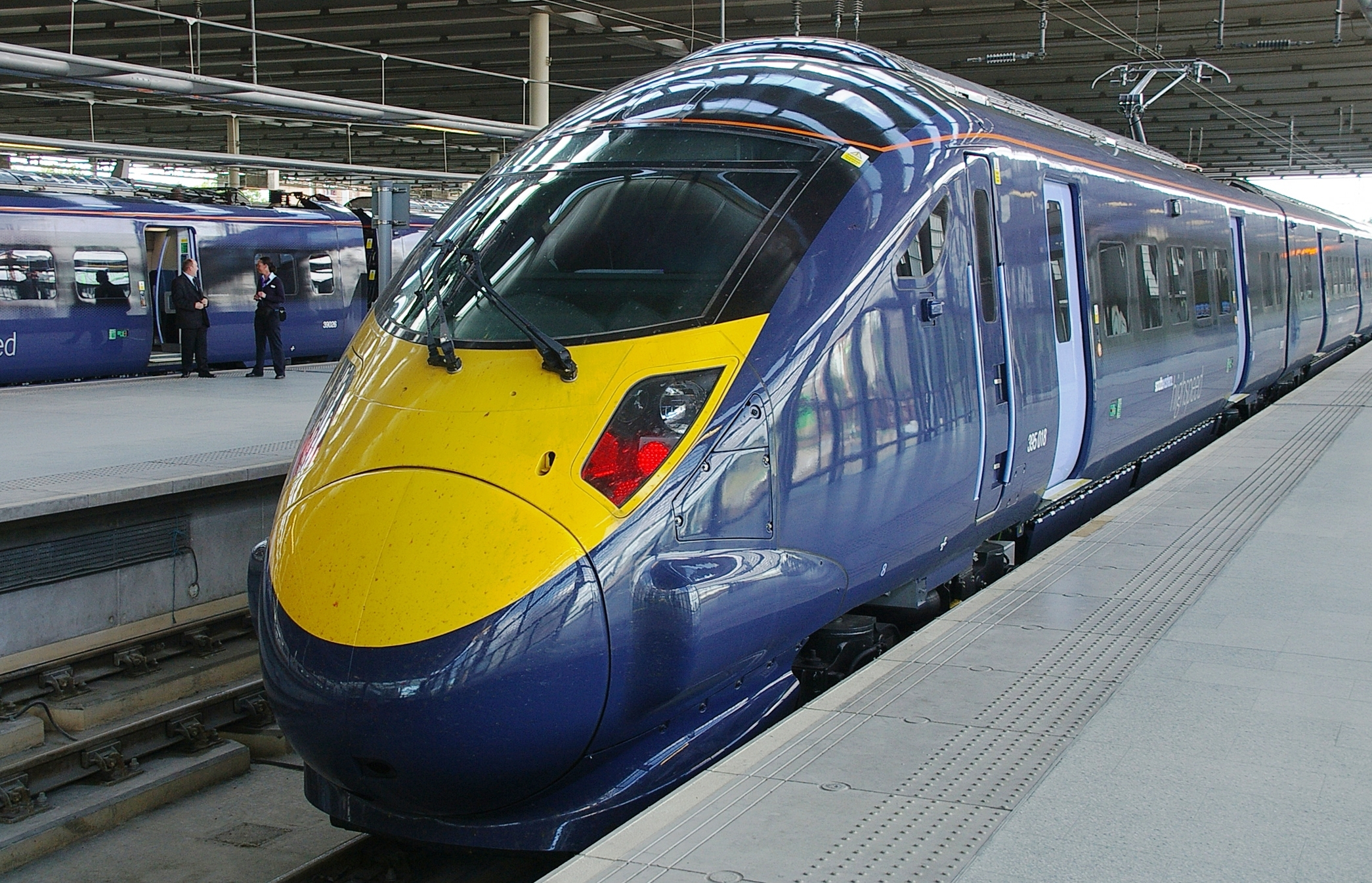
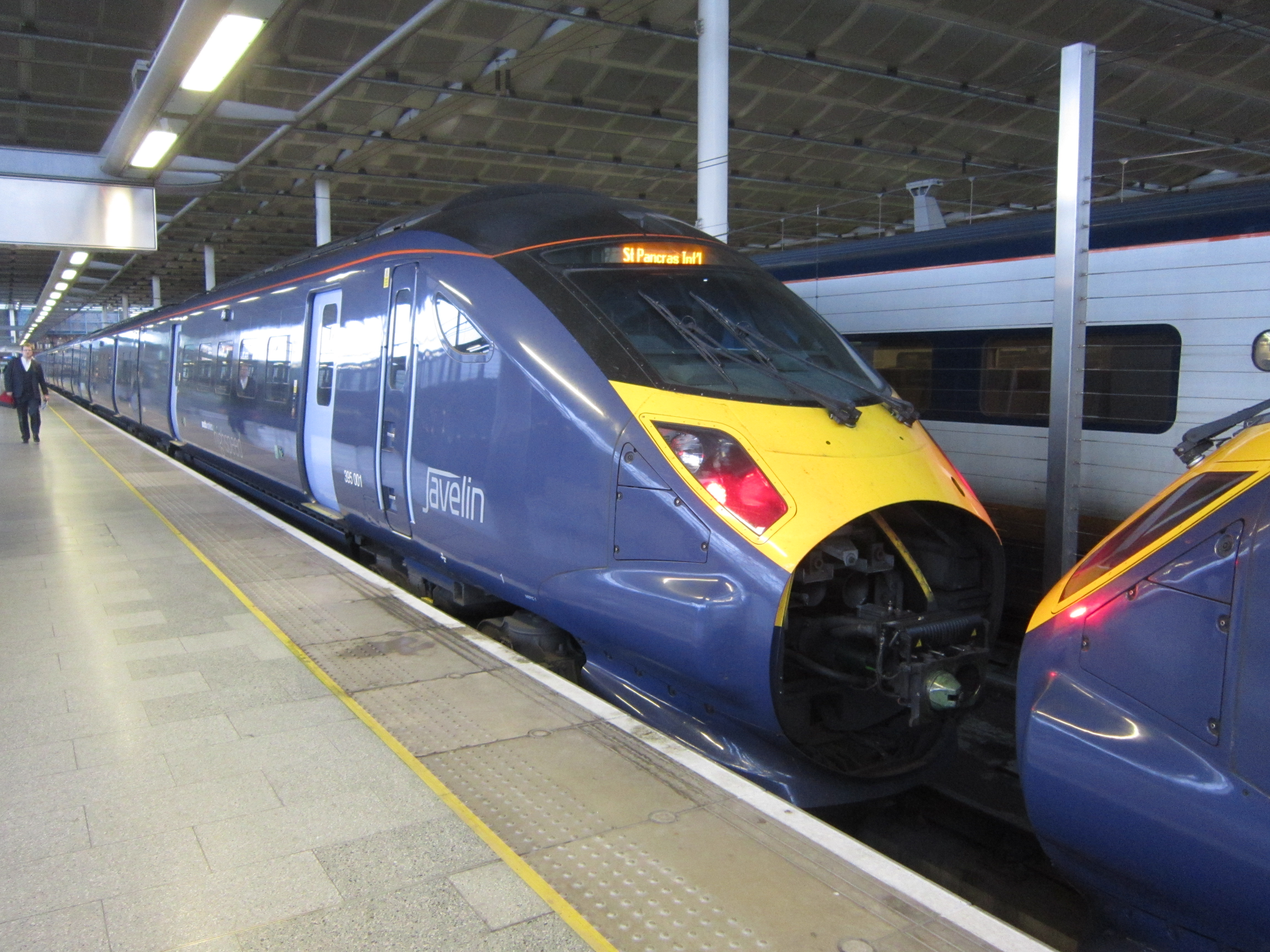
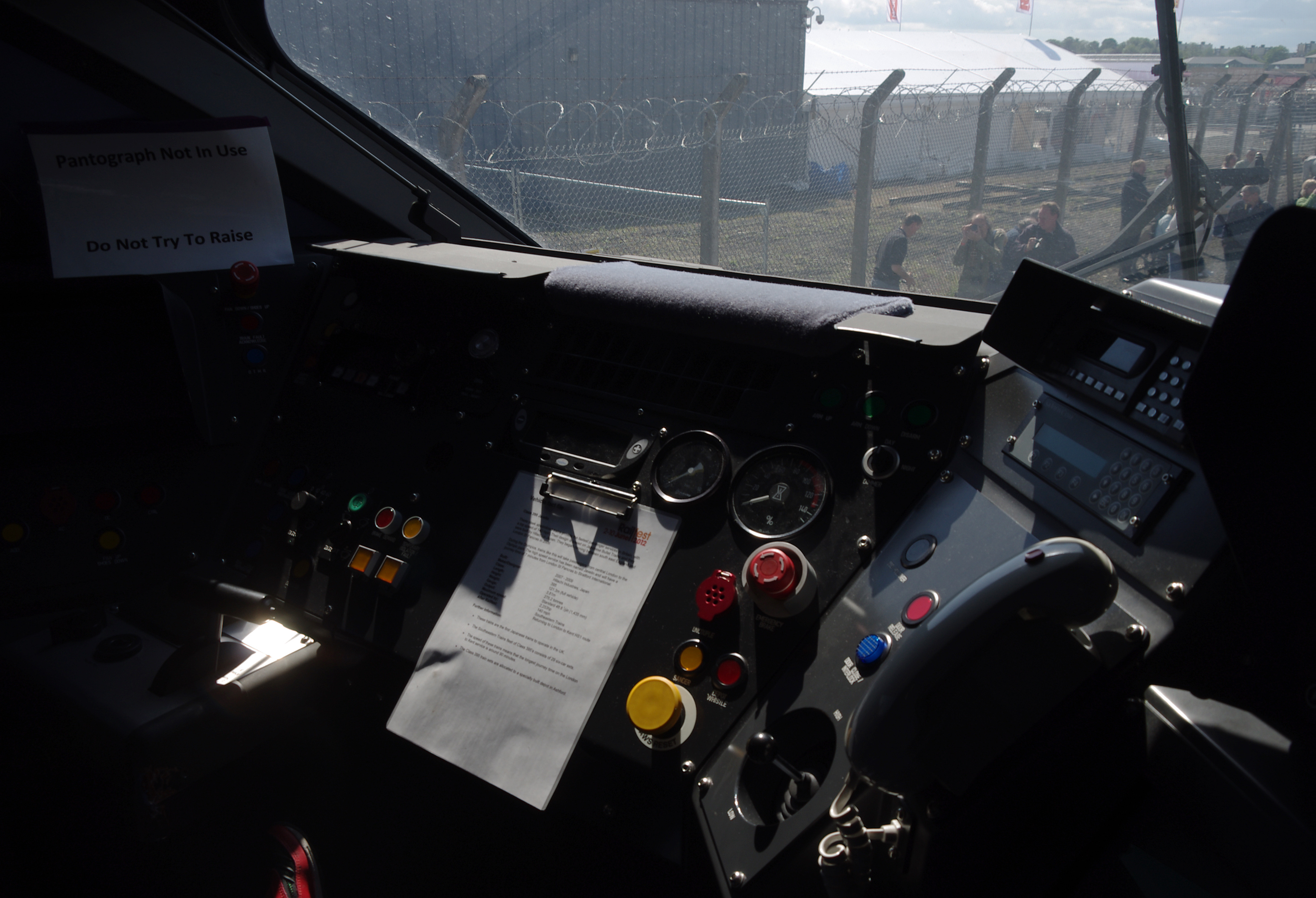